# Mordacchie

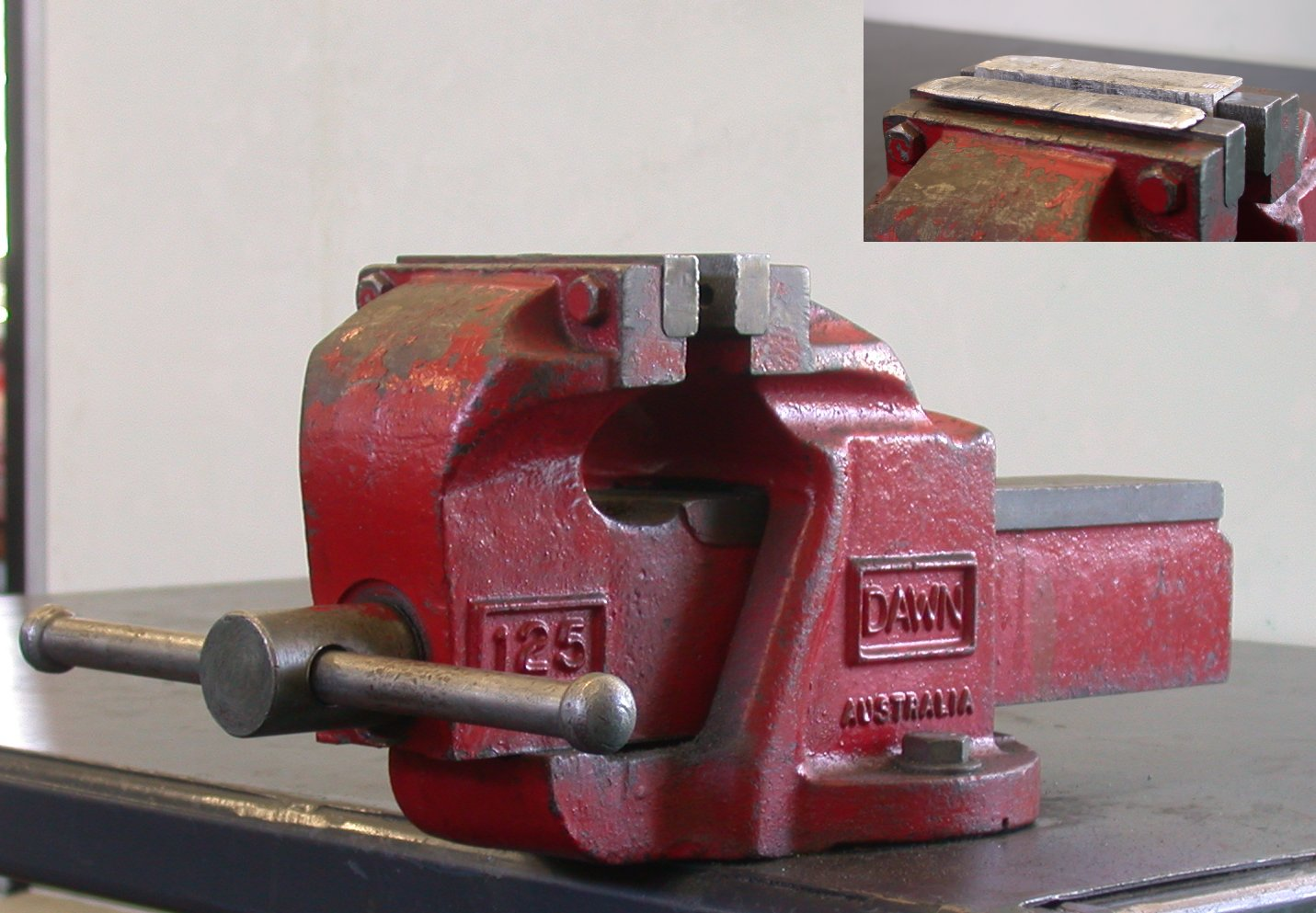
Morsa da banco: nel riquadro si notano le mordacchie di piombo

Le mordacchie sono delle lastre copriganasce usate soprattutto sulle morse per non rovinare i pezzi serrati.

## Descrizione
Le mordacchie di solito sono di metallo dolce, piombo, rame, alluminio o stagno; per i lavori di falegnameria, solitamente, sono invece costruite in plastica o in legno.
Alcune hanno inserti magnetici che aiutano a mantenerle aderenti alle ganasce durante l'apertura della morsa.
Le mordacchie sono profilate a L per potersi appoggiare sulla sommità delle ganasce con un lato e scendere sul fronte di presa con l'altro, oppure sagomate per adattarsi al supporto.
Nelle morse di falegnameria sono invece di forma quadrata, fissate rigidamente alle ganasce o alla piastra di spinta.